# Bexhill-on-Sea

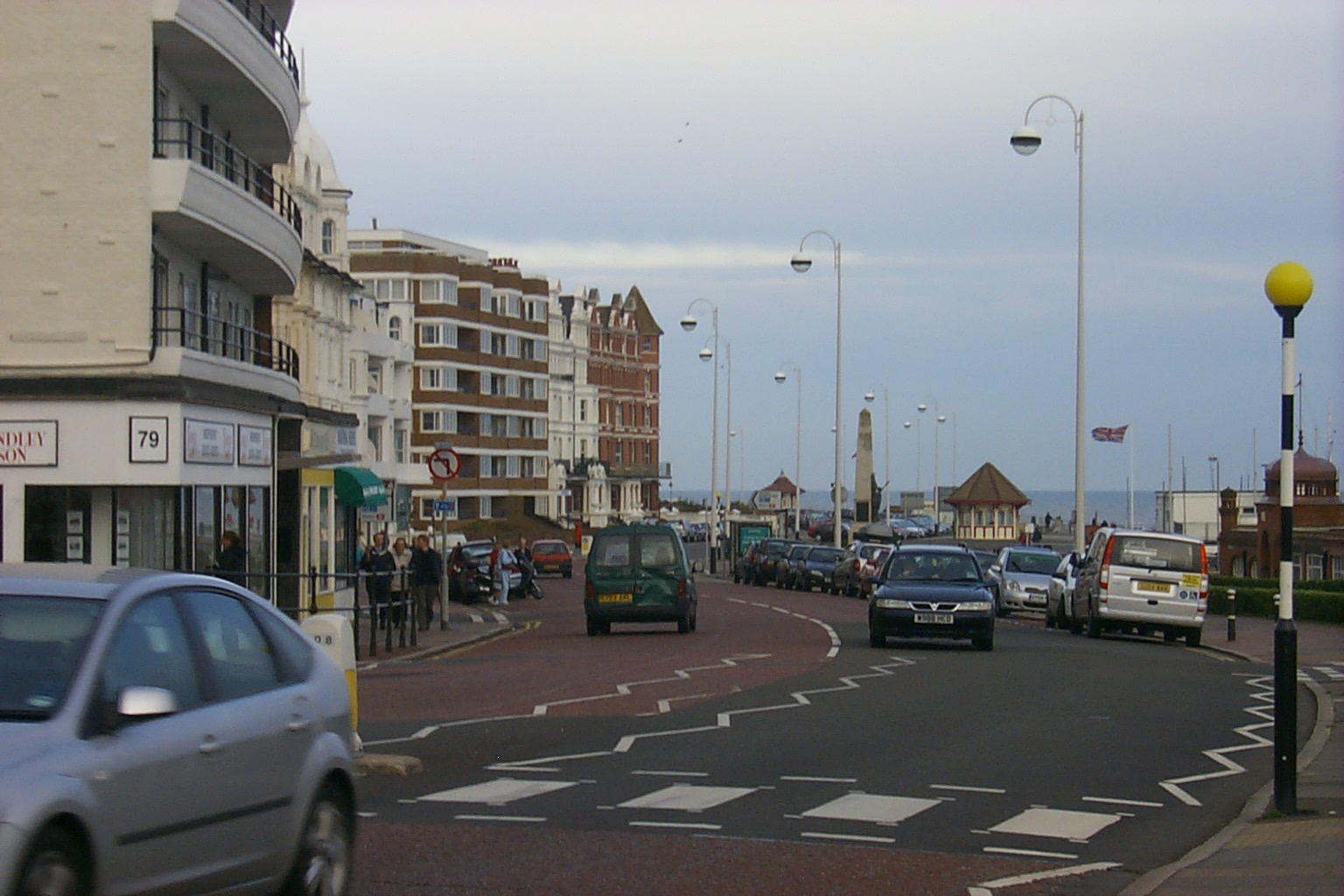
Bexhill-on-Sea em 2005.

Bexhill-on-Sea (também conhecida na forma simplificada Bexhill) é uma cidade balneária do sudeste inglês, localizada no condado de East Sussex.